# Harari (langue)
Pour les articles homonymes, voir Harari.
Le harari (ou hararri, adare, adere, aderinya, adarinnya, gey sinan) est une langue éthiosémitique parlée en Éthiopie par les Hararis.
Selon le recensement de 2007, il serait parlé par 25 800 personnes.